# Lajeado do Bugre
Lajeado do Bugre é um município brasileiro do estado do Rio Grande do Sul.

## Geografia
Localiza-se a uma latitude 27º41'22" sul e a uma longitude 53º10'54" oeste, estando a uma altitude de 424 metros. Sua população estimada em 2018 foi de 2.561 habitantes.

## Ligações Externas
- Página da Prefeitura Municipal
- Secretaria do Turismo do Rio Grande do Sul